# Weesper porseleinfabriek

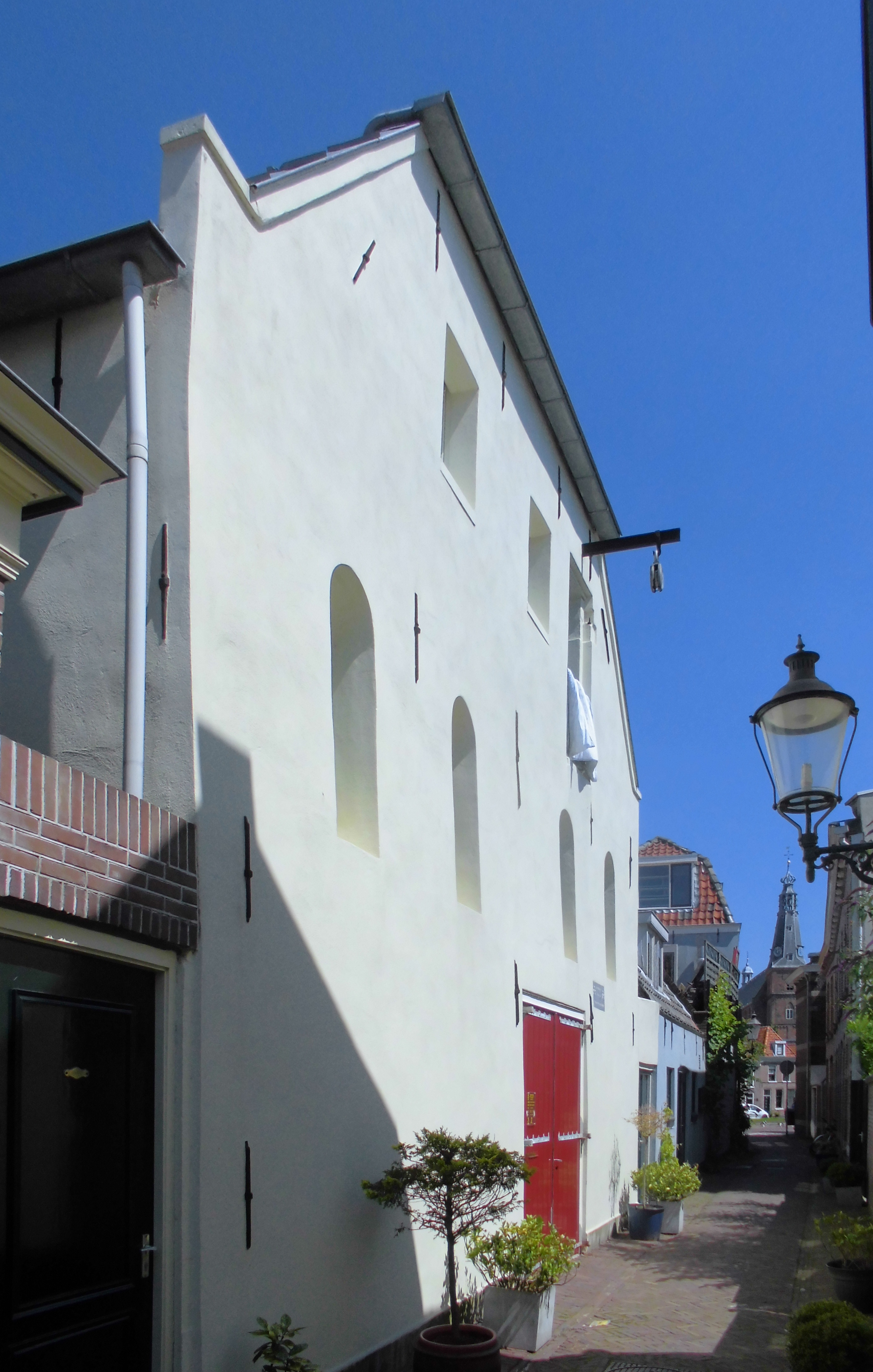
Het pand van de porseleinfabriek aan de Kromme Elleboogsteeg 2

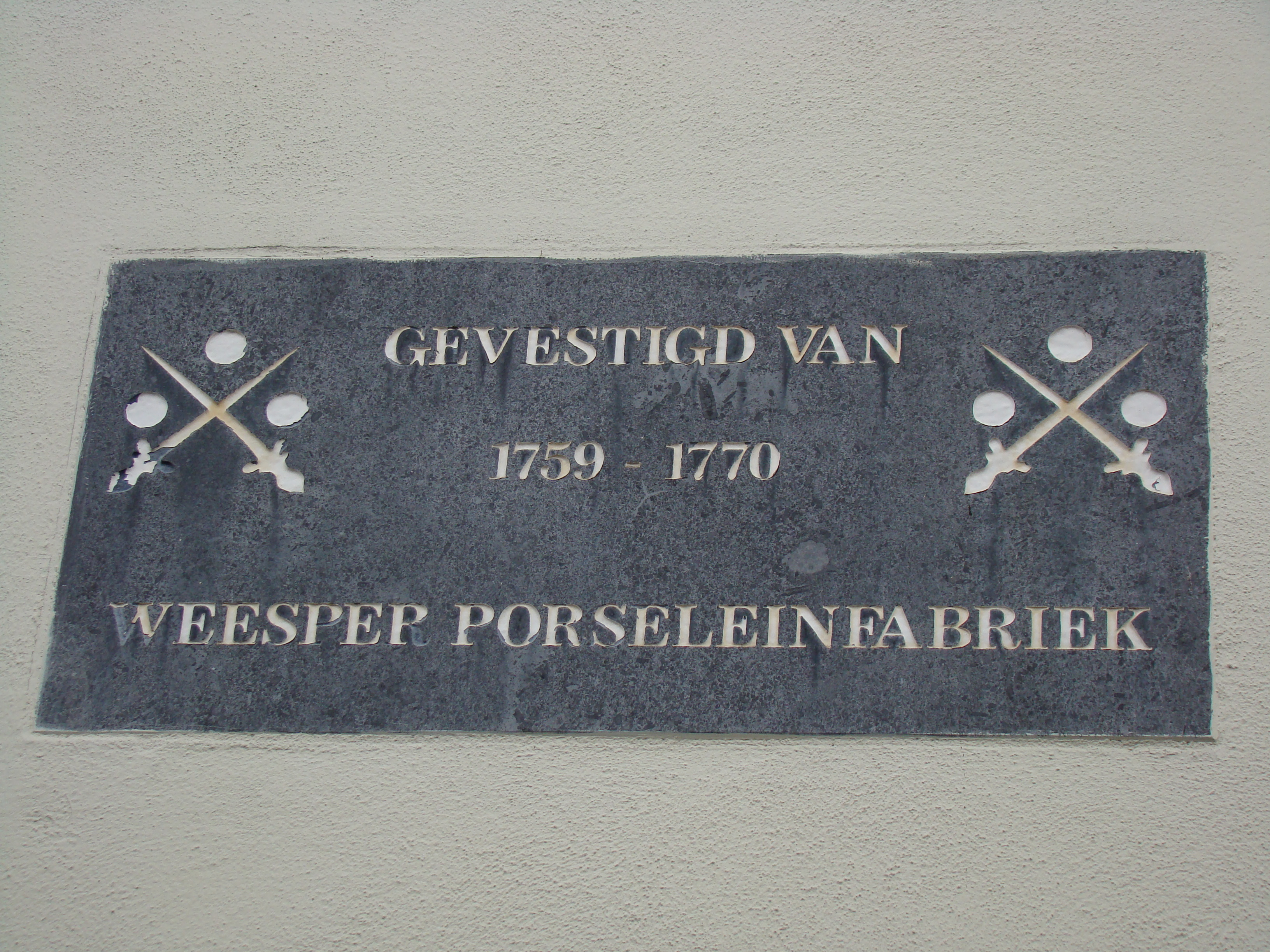
Gedenksteen, met merkteken links en rechts van de tekst

De Weesper Porseleinfabriek was in de 18e eeuw een producent van hoogwaardig porselein. Deze Nederlandse fabriek was actief vanaf omstreeks 1759 tot het faillissement in 1770.
Door het oorlogsgeweld dat Europa medio 18e eeuw teisterde, raakten in de gebieden waar traditioneel de productie van porselein plaatsvond in gedrang. In de Zevenjarige Oorlog (1756-1763) viel de productie van porselein in Oost-Frankrijk en Duitsland weg. Veel arbeiders uit de fabrieken zochten hun heil elders en een deel hiervan kwam in Weesp terecht.
In 1759 werd een fabriek opgezet door Bertrand Philip graaf van Gronsveld, drost van Muiden en lid van de Admiraliteit van Amsterdam. De fabriek kam aan de Kromme Elleboogsteeg 2 in het centrum van de plaats. Dankzij de vanuit het buitenland gevluchte schilders, modelleurs en andere experts bracht de graaf porseleinen voorwerpen op de markt. Naar schatting werkten er in de fabriek ten minste 20 mensen. Het was werk van hoge kwaliteit en daardoor ook duur.
De fabriek kampte met productieproblemen, het was niet gemakkelijk porselein van goede kwaliteit te maken, en er was ook veel concurrentie. In 1770 ging de fabriek failliet en in de twee jaar daarvoor lag de productie al op een laag peil. Het was niet helemaal het einde van de porseleinproductie in de streek. In 1774 kocht dominee Joannes de Mol een partij klei op dat was overgebleven van de Weesper Porseleinfabriek en hij begon in Oud-Loosdrecht een porseleinfabriek onder de naam Manufactuur Oud-Loosdrecht.
Het Museum Weesp heeft een grote collectie porselein uit de fabriek. Het porselein uit Weesp is te herkennen aan het aan de onderzijde aangebrachte wapen van de graaf: twee gekruiste degens omgeven door drie bollen. Het voormalige pand van de fabriek is een rijksmonument en ter nagedachtenis is in de muur een gedenksteen aangebracht.

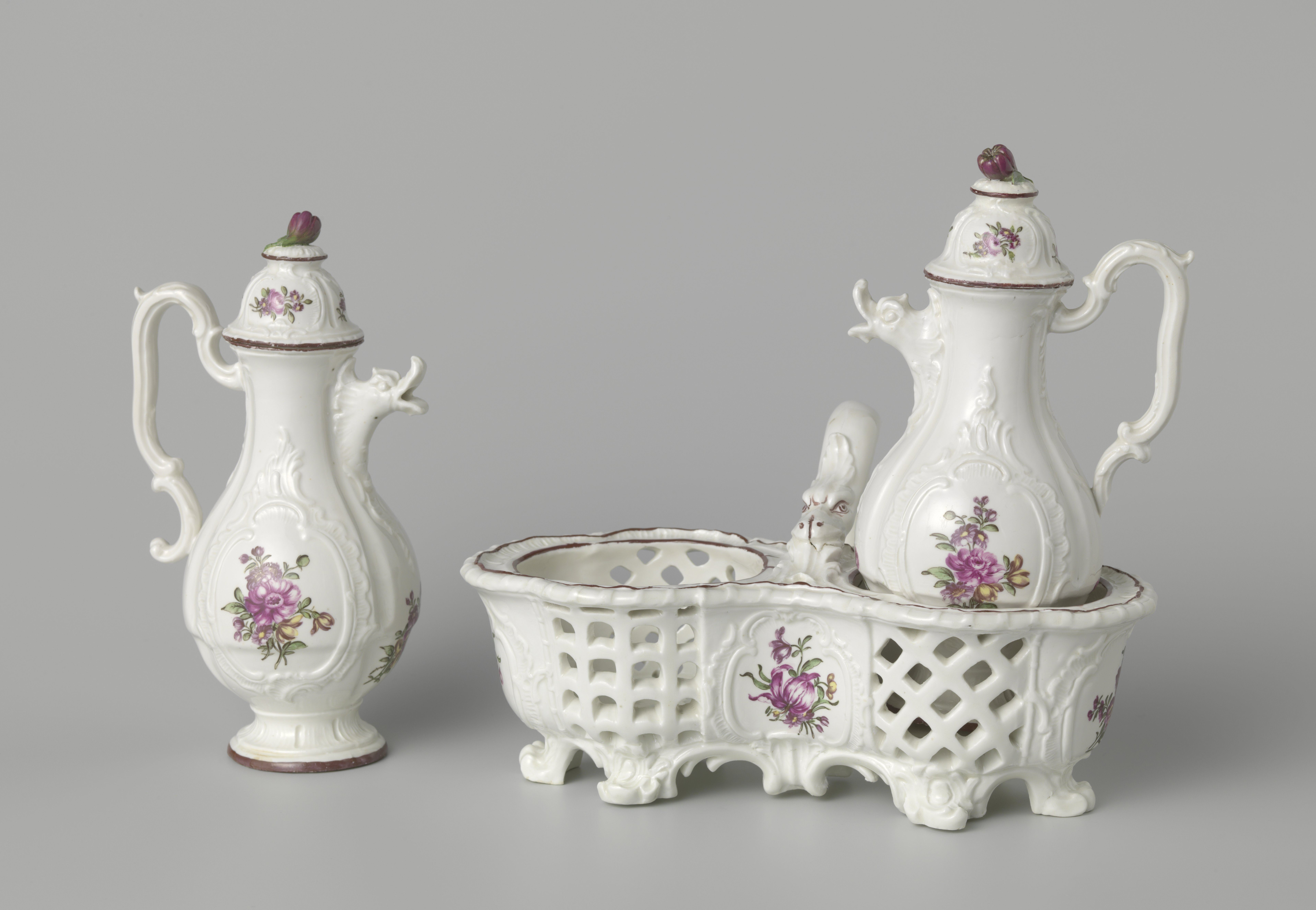
Olie- en azijnstel
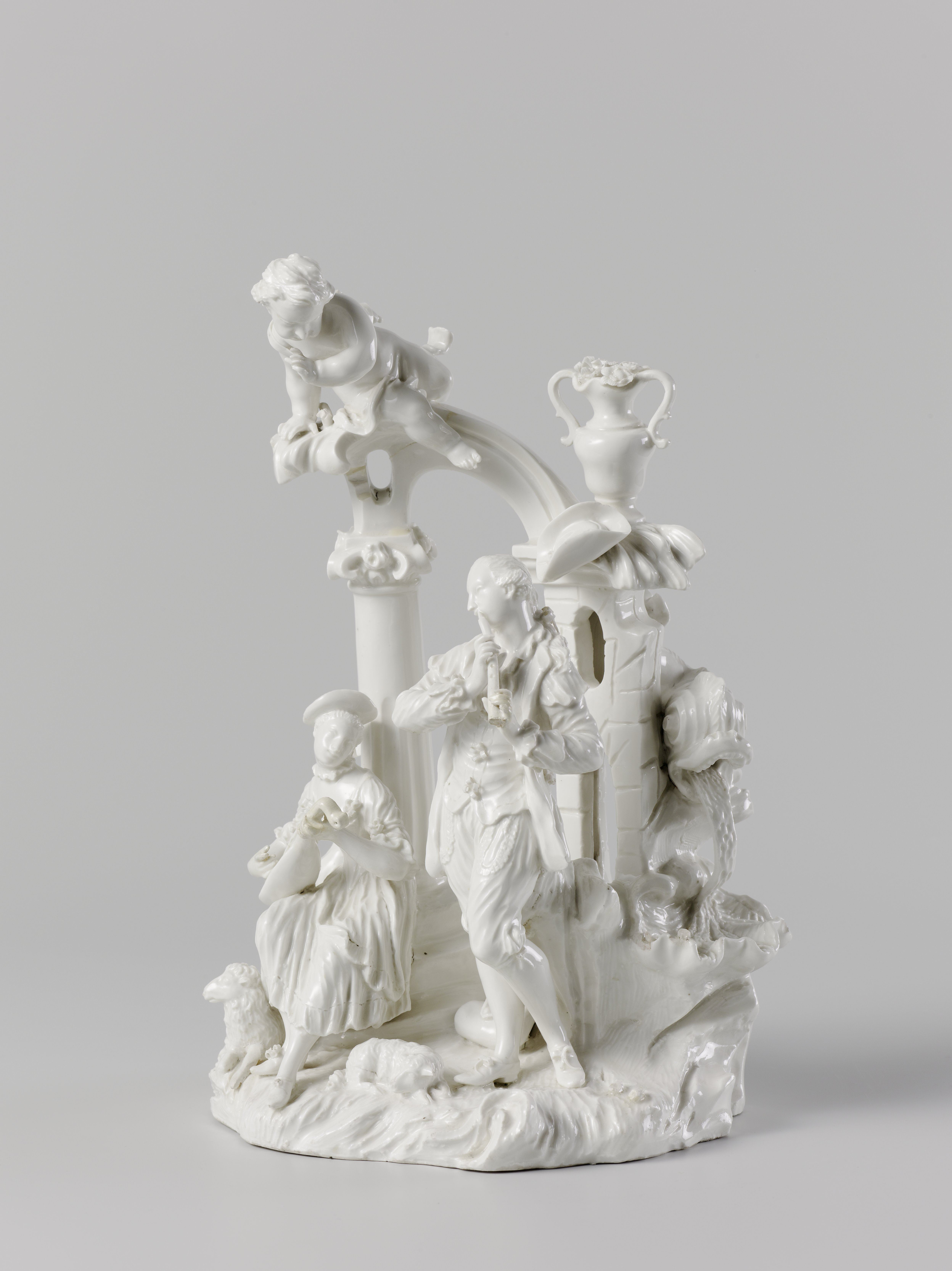
Herder en een herderin bij een ruïne
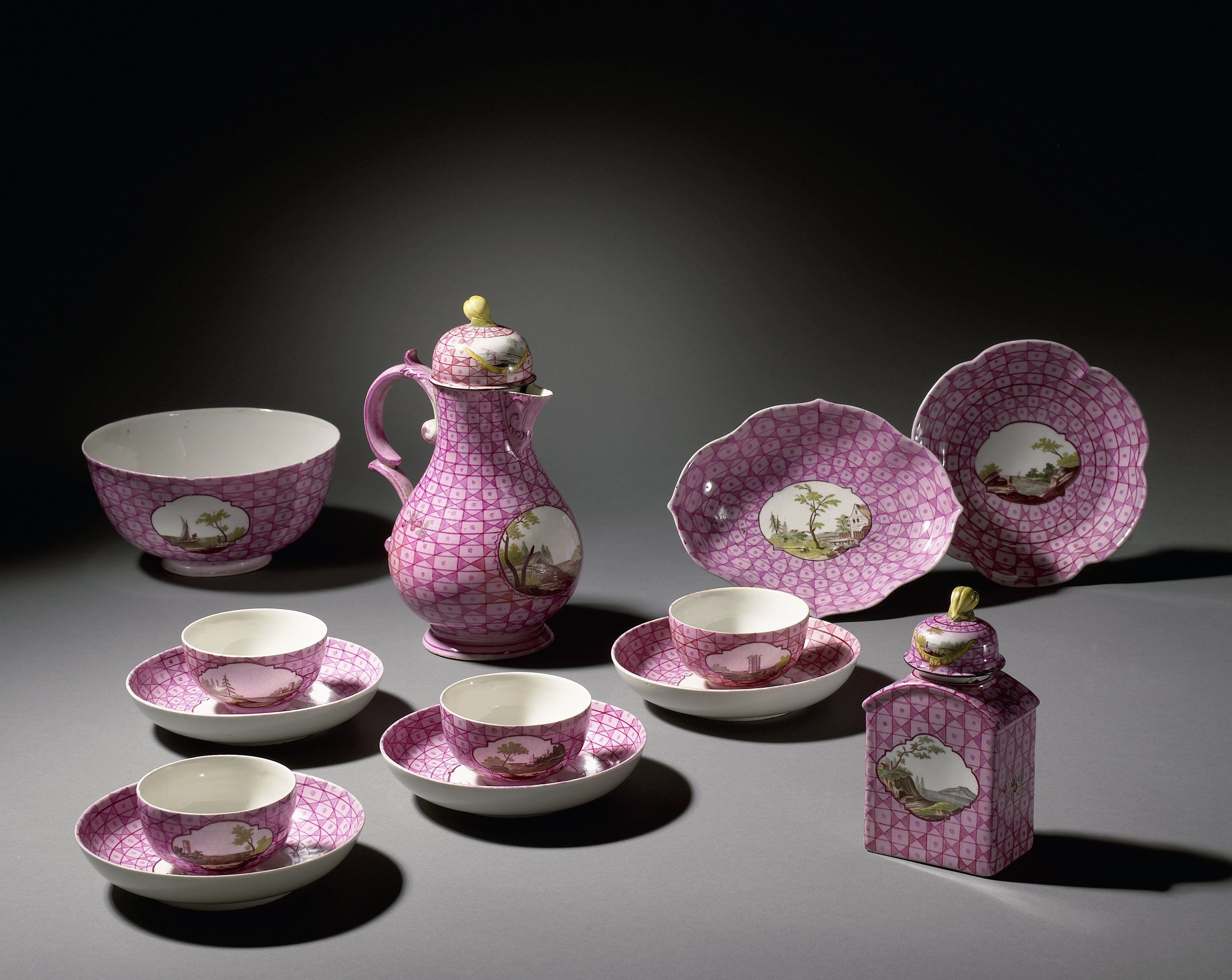
Delen van een koffie- en theeservies
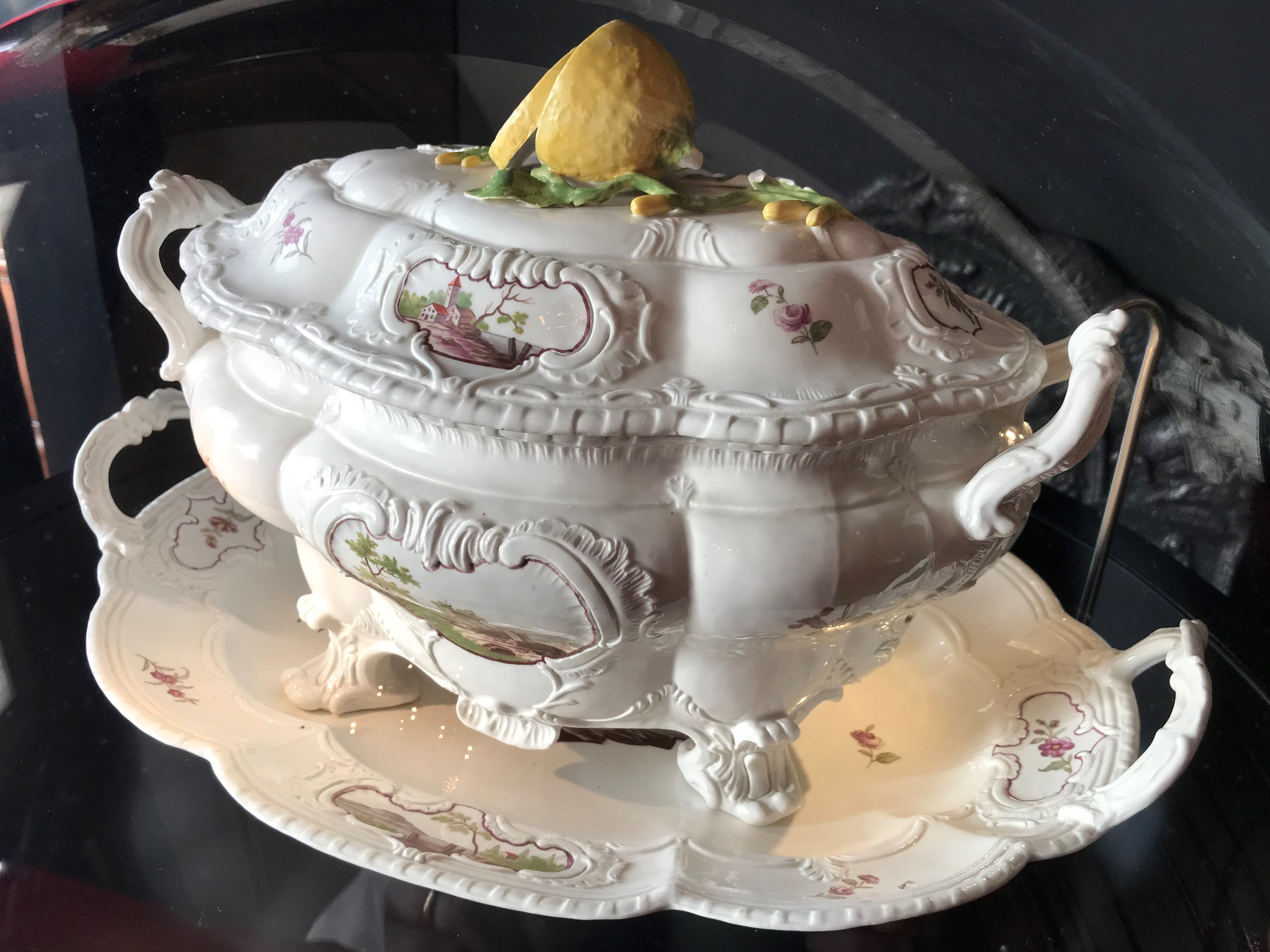
Terrine met citroenknop (Museum Weesp)